# Ворошилино
Ворошилино — деревня в Тямшанской волости Псковского района Псковской области России.
Расположена в 23 км к юго-западу от центра города Пскова и в 8 км к западу от деревни Тямша.

## Население
| 2001 | 2002 | 2010 |
| ---- | ---- | ---- |
| 14   | ↘13  | ↘10  |